# Henry O. Godwinn
Pour les articles homonymes, voir Canterbury.
Mark Canterbury (né le 16 mars 1964 à Washington) est un catcheur américain connu sous le nom de ring Henry O. Godwinn. Il est principalement connu pour son travail à la World Wrestling Federation (WWF) de 1994 à 1998 et forme l'équipe The Godwinns avec Phineas I. Godwinn. Ensemble ils remportent à deux reprises le championnat du monde par équipes de la WWF.

## Jeunesse
Mark Canterbury est né à Washington et grandit en Virginie-Occidentale chez ses grands-parents. Son père Billy Bob a été sheriff du comté de Monroe dans les années 1960. Il fait de la lutte au lycée et se classe 13e du championnat scolaire de l'état de Virginie-Occidentale dans sa catégorie de poids. Il reçoit des offres pour continuer de faire de la lutter à l'université de Virginie-Occidentale et à Institut polytechnique et université d'État de Virginie mais refuse pour devenir catcheur. Après le lycée, il travaille au Princeton Community Hospital.

## Carrière
Il a été en équipe avec Phileas Godwin avec qui il a remporté deux fois le championnat mondial par équipe et a été managé par Sunny et hibilly Jim il a eu un combat avec triple h a in your house

## Palmarès et récompenses
- World Wrestling Federation
  - 2 fois WWF World Tag Team Championship avec Dennis Knight (The Godwinns) en 1996 et 1997[5]

- Wrestling Observer Newsletter
  - Worst Tag Team (1996, 1997) avec Henry O. Godwinn[6]